# Bathippus oedonychus.
Bathippus oedonychus. är en spindelart som först beskrevs av Tord Tamerlan Teodor Thorell 1881.  Bathippus oedonychus. ingår i släktet Bathippus och familjen hoppspindlar. Inga underarter finns listade.